# Dolmen de Creach-ar-Vren
Le dolmen de Creach-ar-Vren, appelé aussi An-Ty-Roc'h, est une allée couverte située sur la commune de Plouescat, dans le département français du Finistère.

## Historique
L'édifice est mentionné par J. de Rusunan en 1890 et par Paul du Châtellier en 1898. Il est classé au titre des monuments historiques par arrêté du 15 mars 1909.

## Description
Le monument ne dépasse du sol que d'environ 0,40 m en raison d'un ensablement progressif qui masque son architecture, seules deux dalles de couverture massives sont visibles. Il se compose d'une quarantaine d'orthostates dressés en deux galeries parallèles desservant trois chambres. La plupart des piliers du côté est se sont affaissés sous la dalle de couverture. Les deux dalles visibles comportent des cuvettes d’érosion sur leur face supérieure et correspondent à des blocs d’affleurement.

## Annexe